# Greta Van Susteren
Greta Van Susteren (Appleton, 11 giugno 1954) è un'avvocata, giornalista e conduttrice televisiva statunitense.

## Biografia
Nata nel Wisconsin, Greta Van Susteren è figlia del giudice Urban Van Susteren, vecchio amico e collaboratore del senatore repubblicano Joseph McCarthy. La sorella di Greta, Lise, è una psichiatra forense che nel 2006 si candidò infruttuosamente al Senato con il Partito Democratico per lo stato del Maryland.
La Van Susteren studiò all'Università del Wisconsin-Madison e si laureò in legge alla Georgetown University. Successivamente lavorò molti anni alla CNN, cominciando come analista legale durante gli approfondimenti televisivi sul caso O. J. Simpson e proseguendo poi come conduttrice di trasmissioni come Burden of Proof e The Point. Nel 2002 fu assunta da Fox News Channel, dove le venne affidato il programma di attualità On the Record w/ Greta Van Susteren, che ha condotto ininterrottamente per 14 anni. Il 6 settembre 2016 FOXNEWS annuncia la fine del rapporto di lavoro in seguito alla fallita rinegoziazione del contratto tentata da Susteren, che ha scelto di attivare la clausola che le avrebbe permesso di uscire se Roger Ailes non fosse più stato a capo del canale allnews, cosa accaduta nell'estate 2016 in seguito alle accuse di molestie sessuali mosse a Ailes da un'altra conduttrice FOX, Gretchen Carlson.
Greta Van Susteren è sposata dal 1988 con l'avvocato John P. Coale: entrambi sono seguaci di Scientology.